# Rängs landskommun
Rängs landskommun var en kommun i dåvarande Malmöhus län.

## Administrativ historik
När 1862 års kommunalförordningar trädde i kraft inrättades över hela landet cirka 2 400 landskommuner.
I Rängs socken i Skytts härad i Skåne inrättades då denna kommun.
Vid kommunreformen 1952 bildade den storkommun genom sammanläggning med de förutvarande landskommunerna Håslöv och Stora Hammar. 
Den uppgick 1974 i Vellinge kommun.
Kommunkoden 1952-1973 var 1234.

### Kyrklig tillhörighet
I kyrkligt hänseende tillhörde kommunen Rängs församling. Den 1 januari 1952 tillkom Håslövs församling och Stora Hammars församling.

## Geografi
Rängs landskommun omfattade den 1 januari 1952 en areal av 41,64 km², varav 41,59 km² land.

### Tätorter i kommunen 1960
I Rängs landskommun fanns tätorten Höllviksnäs, som hade 596 invånare den 1 november 1960. Tätortsgraden i kommunen var då 31,2 procent.

## Politik

### Mandatfördelning i valen 1942-1970
| 9 | 7 |

| 15 |

| 10 | 6 |

| 15 |

| 19 | 9 | 5 | 2 |

| 32 |

| 19 | 7 | 4 | 5 |

| 31 |

| 14 | 7 | 3 | 6 |

| 26 |

| 15 | 7 | 3 | 5 |

| 26 |

| 12 | 5 | 4 | 9 |

| 25 | 5 |

| 12 | 7 | 6 | 10 |

| 29 | 6 |